# 史蒂夫·哈钦森
史蒂夫·哈钦森（英語：Steve Hutchinson，1977年11月1日—），美式足球进攻内锋，曾效力于国家橄榄球联盟的西雅图海鹰、明尼苏达维京人及田納西泰坦队。他大学时在密歇根大学打球，2001年选季时被西雅图海鹰队于第一轮第17顺位选中。
2006年转会至维京人队，一直到2011年賽季結束後才轉隊至田納西泰坦隊，並簽下3年合約。
2013年3月11日，哈欽森提早宣佈退休。在2020年2月1日時，他入選職業足球名人堂。
他曾经7次入选明星碗、7次入选全明星队（All-Pro），并被选入NFL 2000年代明星队（NFL 2000s All-Decade Team）。